# Джин Келлахан (економіст)
Джин Келлахан (англ. Gene Callahan) — американський і австралійський економіст Австрійської школи.

## Життєпис
Джин Каллахан працював водієм навантажувача, реггі-музикантом, рятувальником і програмістом. Сьогодні він є ад'юнкт-професором інформатики в Нью-Йоркському університеті. Він також є статутним членом Асоціації Майкла Оукшотта та науковим співробітником Коллінгвудського центру Кардіффського університету. Він є автором нон-фікшн книг «Економіка для реальних людей» і «Оукшотт про Рим і Америку», а також романів «ПУК» і «Пісня минулого».
Доктор Каллахан має ступінь магістра з філософії соціальних наук у Лондонській школі економіки та ступінь доктора філософії з політичної теорії в Кардіффському університеті. Він опублікував кілька сотень статей у популярній пресі та наукових журналах.
Доктор Джин Каллахан живе в США та викладає в Університеті штату Нью-Йорк, Кампус Purchase. Він є науковим співробітником Інституту Людвіга фон Мізеса, статутним членом Асоціації Майкла Оукшотта.
Він є автором «Економіки для звичайних людей: Вступ до австрійської школи» (2004); «Оукшотт про Рим і Америку» (2012); і співредактор разом з Лі Трепаньє книги «Традиція проти раціоналізму: Вогелін, Оукшотт, Хайєк та інші» (Lexington Books, 2018).
Спеціалізовані інтереси доктора Каллагена — британський ідеалізм, історія політичної та економічної думки та філософія соціальних наук, а також економічна методологія. Він публікував статті про лібертаріанство, критичний ідеалізм і Майкла Оукшотта.

## Економіка для звичайних людей
Це одна з найбільш відомих книг Джина Келлахана. «Економіка для звичайних людей» — це захоплюючий посібник з основних ідей Австрійської школи економіки, написаний яскравою прозою спеціально для неекономістів. Джин Келлахан показує, що ефективна економіка полягає не в державному плануванні чи статистичних моделях. Це про людей і вибір, який вони роблять у реальному світі.
Це, мабуть, найважливіша книга такого роду після «Економіки за один урок» Генрі Гацліта. Незважаючи на те, що вона була написана для початківців, вона також отримала справедливу оцінку вчених, зокрема Ізраеля Кірцнера, Волтера Блока та Пітера Бьотке.
Пітер Бьотке (Університет Джорджа Мейсона): «Написана в привабливому стилі, робота Каллагена є найбільш повним вступом до сучасної австрійської економіки, який зараз доступний інтелігентному неспеціалісту».
Волтер Блок (Університет Лойоли, Новий Орлеан): «Я не розкидаю такі компліменти легковажно, але пристрасть, красномовство та чистий дотепний стиль письма цього автора також нагадують Ротбарда. Я планую використовувати його на всіх своїх майбутніх вступних курсах».
Баррон називає «Економіку для звичайних людей» «чудовою новою книгою з економічної теорії». «Якби я викладав вступний курс з економіки, — пише Джин Епштейн (2 грудня 2002 р.), — я б призначив книгу Джина Келлахана „Економіка для звичайних людей: Вступ до австрійської школи“ . Я також раджу його тим, хто шукає гарного читання про радощі економічного розуміння».